# 银江镇 (攀枝花市)
银江镇，是中华人民共和国四川省攀枝花市东区下辖的一个乡镇级行政单位。2019年12月，银江镇华山村四组所属行政区域划归大渡口街道管辖，银江镇弄弄沟村四组所属行政区域划归弄弄坪街道管辖。

## 行政区划
银江镇下辖以下地区：
马家弯社区、五道河社区、倮果社区、双江社区、小得石社区、二滩社区、双龙滩村、五道河村、倮果村、攀枝花村、密地村、沙坝村、弄弄沟村、阿署达村和华山村。